# Черноок Павло Леонідович
Павло Леонідович Черноок (26 вересня 1986, м. Новополоцьк, СРСР) — білоруський хокеїст, захисник. Виступає за «Динамо» (Мінськ) у Континентальній хокейній лізі. Кандидат у майстри спорту.
Виступав за «МДУ» (Москва), ЦСКА-2 (Москва), «Юніор» (Мінськ), «Хімік-СКА» (Новополоцьк), «Керамін» (Мінськ), «Шахтар» (Солігорськ).
У складі національної збірної Білорусі учасник чемпіонату світу 2012 (7 матчів, 0+1). У складі молодіжної збірної Білорусі учасник чемпіонату світу 2006 (дивізіон I). У складі юніорської збірної Білорусі учасник чемпіонатів світу 2003 і 2004.